# Manchester Storm (1995–2002)
Die Manchester Storm waren ein Eishockeyclub der Stadt Manchester in England. Sie spielten in der British Hockey League – Division 1 und ab 1996 in der zu dieser Zeit höchsten britischen Liga, der Ice Hockey Superleague. Die Spiele wurden in der Manchester Evening News Arena ausgetragen, die bei Eishockeyspielen eine Kapazität von 18.500 Plätzen hat.
2015 wurde ein neuer Club mit dem Namen Manchester Storm gegründet, der in der Elite Ice Hockey League spielt, der derzeit höchsten britischen Eishockeyliga.

## Geschichte
Das Team wurde im Jahr 1995 gegründet und nahm den Spielbetrieb in der Division One der British Hockey League auf. Gleich in ihrer ersten Spielzeit gewannen die Storm mit 99 Punkten souverän die British Hockey League, die damals zweithöchste britische Liga. Das Team erzielte in 52 Partien 539 Tore, mit 1364 Strafminuten war das Team auch in dieser Statistik führend. Das Team qualifizierte sich in den darauffolgenden Playoff-Spielen für die neugegründete Ice Hockey Superleague.
Die erste Spielzeit in der höchsten Spielklasse Englands verlief sportlich unbefriedigend, nur 14 von 43 Partien konnte das Team aus Manchester gewinnen. In der darauffolgenden Saison gelang es der Mannschaft erstmals eine positive Spielbilanz zu erreichen. In der Spielzeit 1998/99 errang das Team 65 Punkte in der regulären Saison und gewann damit erstmals die britische Eishockey-Meisterschaft. Auch im folgenden Jahr gehörten die Storm zur Spitzengruppe, ein Jahr danach brach die Mannschaft ein und erreichte den achten Rang.
Zwischen 1996 und 2000 nahm der Club an allen vier Austragungen der European Hockey League teil.
Der Zuschauerzuspruch war für britische Verhältnisse sehr gut – der Verein war mit Zuschauerschnitten von bis zu 8800 jahrelang Zuschauerkrösus der Ice Hockey Superleague und auch einer der meistbesuchten in Europa. Bereits zum ersten Spiel in der Manchester Evening News Arena am 15. September 1995 kamen über 10.000 Zuschauer. Der Höhepunkt wurde am 23. Februar 1997 erreicht, als man es schaffte, die Arena im Derby gegen die Sheffield Steelers mit 17.245 Zuschauern auszuverkaufen. Dies ist bis heute ein Rekord für ein Eishockeyspiel zwischen britischen Teams und war zeitweise auch ein europäischer Rekord.
Die Saison 2001/02 wurde auf dem letzten Rang abgeschlossen. Die Storm bestritten danach noch drei Partien, bevor das Team aufgrund finanzieller Probleme aufgelöst werden musste. Gründe dafür waren die hohen Finanzierungskosten für ein Profi-Eishockey-Top-Team und die zuletzt rückläufigen Zuschauerzahlen (zum letzten Spiel gegen die London Knights kamen nur noch 2510 Zuschauer), mit denen die Miete für die riesige Arena nicht mehr finanziert werden konnte.
Ein Jahr später wurde auf Initiative der Friends of Manchester Ice Hockey mit den Manchester Phoenix ein neues Profi-Eishockeyteam in Manchester gegründet. Dieses spielte bis 2009 in der Elite Ice Hockey League, zog sich dann in die zweithöchste Spielklasse, die English Premier Ice Hockey League, zurück und stellte Anfang 2017 den Spielbetrieb ein.

### Neugründung
2015 wurde der Name Manchester Storm wiederbelebt – seitdem gibt es in der Elite Ice Hockey League ein Team dieses Namens, das dieselben Farben und ein ähnliches Logo nutzt und die Hull Stingrays ersetzt, die sich zuvor aufgrund finanzieller Probleme aus der EIHL zurückgezogen und aufgelöst hatten.

## Bekannte ehemalige Spieler
- Rick Brebant
- Dwight Parrish
- Frank Pietrangelo
- Nick Poole
- Jeff Sebastian